# Биофотоника

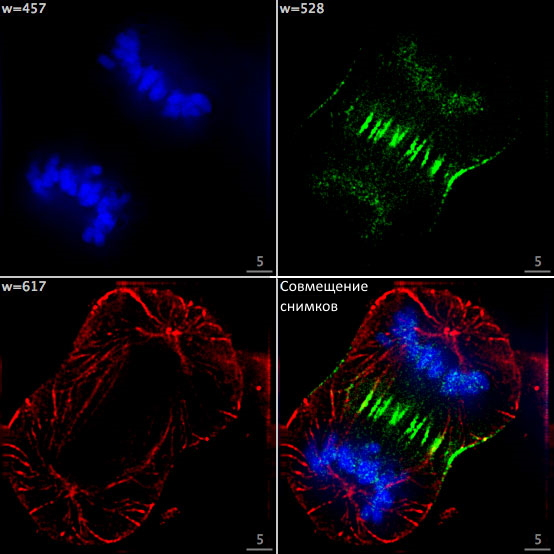
Изображения деления раковой клетки полученные с разными светофильтрами на сканирующем флуоресцентном микроскопе.

Биофото́ника — научная дисциплина, изучающая явления и методики, связанные с взаимодействием биологических объектов и фотонов.

## Общее представление
Биофотоника изучает различные аспекты взаимодействия биологических объектов и фотонов. В первую очередь это касается испускания, детектирования, поглощения, отражения, модификации и генерации электромагнитного излучения светового или близкого к нему диапазона в различных биологических объектах. Например, молекулах, клетках, тканях, организмах и материалах.
Выделяется два основных направления работ. Первое, к чему обычно и относят термин биофотоника — использования света для получения информации о состоянии биологических объектов. То есть, использование оптических методов для изучения и диагностики биологических молекул, клеток и тканей. В этом случае, одним из основных преимуществ является сохранение целостности мембраны исследуемых клеток.
Второе направление исследований, более традиционное и давно разрабатываемое — использования света в качестве инструмента воздействия на биологические ткани, то есть, как носителя энергии, например, в хирургии или терапии.

## Некоторые примеры методов биофотоники

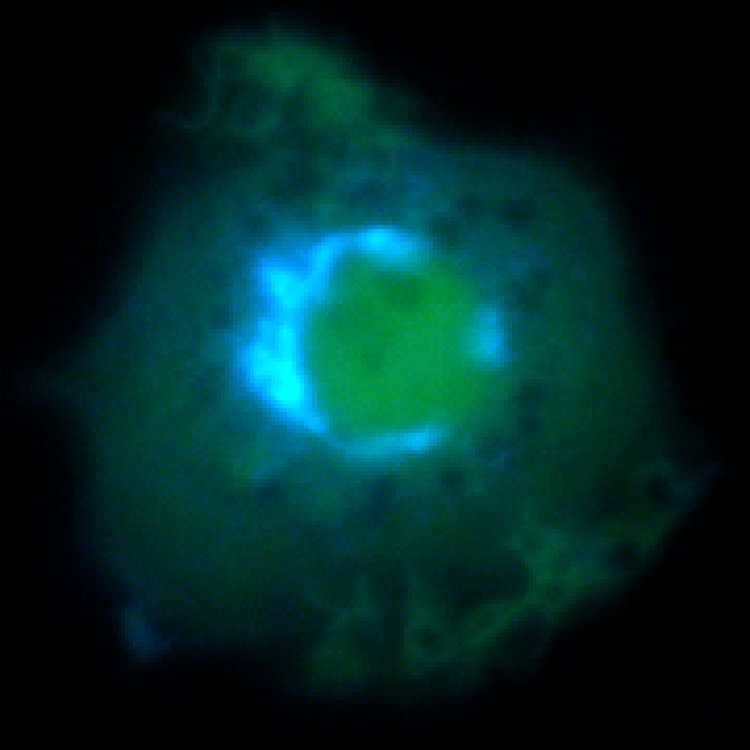
Визуализация расположения аппарата Гольджи в живых макрофагах с помощью фёрстеровского резонансного переноса энергии.

### Использование фёрстеровского резонансного переноса энергии
Так называемый фёрстеровский резонансный перенос энергии (англ. Förster resonance energy transfer (FRET)), носит имя немецкого физика Теодора Фёрстера описавшего его в 1946 году. Метод основан на явлении флуоресценции при переносе энергии между двумя хромофорами, донором и акцептором, который происходит без промежуточного испускания фотонов и является результатом диполь-дипольного взаимодействия между ними. Фёрстеровский перенос стал одним из наиболее используемых методов в биофотонике. Он даёт возможность исследовать даже субклеточные среды.

### Оптогенетика
Оптогенетика, один из методов биофотоники, используемый для исследований нервных клеток. Он базируется на внедрении, методами генной инженерии, в их мембрану специальных каналов — опсинов, реагирующих на возбуждение светом, которое, в свою очередь, обеспечивается применением лазеров, и оптоэлектронной аппаратуры.

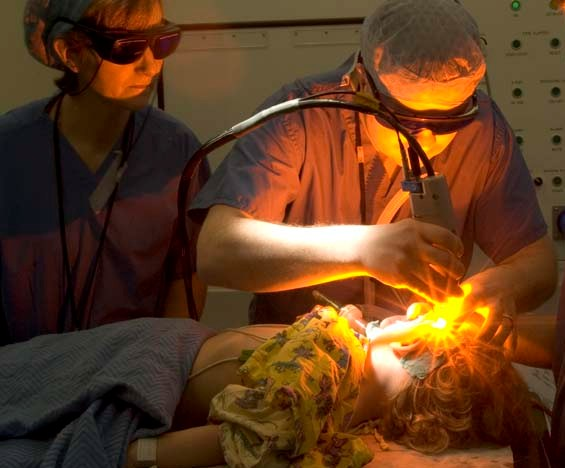
Применение лазерного скальпеля.
2006 г.

### Лазерный скальпель
В биофотонике методом резки, абляции и спекания (соединения) кромок живой биологической ткани, является применение лазерного скальпеля. Его важным преимуществом по сравнению с обычным скальпелем является малая травматичность операции из-за незначительной ширины разреза, одновременной коагуляции сосудов и существенного снижения кровотечения. Кроме того, излучение лазера абсолютно стерильно. Вследствие всего перечисленного, период заживления раны сокращается в два-три раза.